# Државни удар у Бугарској 1923.
Државни удар у Бугарској 1923., такође познат као државни удар 9. јуна (буг. Деветоюнски преврат), био је државни удар у Бугарској који су спровеле оружане снаге под вођством генерала Ивана Валкова увече 9. јуна 1923. године. Оклевајући легитимисан декретом цара Бориса III, државни удар је свргнуо изабрану владу на челу са Александром Стамболијским из Бугарског земљорадничког савеза и заменио је владом под Александром Цанковим.

## Позадина
Бугарска војска, поражена у Првом светском рату, била је ограничена на 20.000 људи Нејским мировним уговором. Као сенка некадашње славе, војска је сачувала оружје скривено за боља времена. Године 1919, група официра предвођена генералима Иваном Валковим и Велизаром Лазаровим – којима су се придружили Кимон Георгијев и Дамјан Велчев – формирала је Војну лигу. Ова организација је расла током наредних неколико година како би ефикасно командовала војском.
После рата Александар Стамболијски је пуштен из затвора у покушају да угуши грађанске немире против ратне владе и цара Фердинанда. Резултат је био помешан успех: Фердинанд је абдицирао у корист свог сина, Бориса III, а Стамболијски је постао премијер 1919. године. Његова нова земљорадничка влада донела је реформе које, иако популарне међу пољопривредницима који су чинили преко 80% становништва Бугарске (1920. године), нису биле популарне међу странкама више средње класе. Још опасније за владу Стамболијског било је то што оружаним снагама није било дозвољено да номинују министра одбране и нису имале представника у кабинету од краја рата. То је значило да влада Стамболијског није имала подршку војске. Како је моћ Војне лиге расла, цивилна влада је била у опасности да буде свргнута од стране углавном нелојалне војске. 
На запрепашћење опозиционих партија и цара Бориса III, БАНУ и Комунистичка партија су заједно освојиле 59% гласова на парламентарним изборима 1920. Средња класа, бизнисмени и аристократе бринули су се да ће њихови интереси, по први пут, бити озбиљно доведени у питање од стране комуниста. Како је аграрна влада постајала све више аутократскија, група политичких странака (Уједињена народна напредна странка, Демократска странка, Радикална демократска странка и Народни савез) заједно је учествовала на изборима у априлу 1923. као Уставни блок, али је освојила само 17 места. Кривци су били превара и новоуспостављени систем гласања по принципу већинског гласања; иако је БАНУ и даље била релативно популарна међу сељацима.  Године 1922, након што је добила одобрење плебисцитом, влада је почела да суди и затвара лидере опозиционих странака због њихове улоге у претходним ратовима. Суочене са репресијом, неколико странака је одлучило да је свргавање владе неопходно за њихов опстанак. Са седиштем у македонској регији Бугарске, националистичка и револуционарна Унутрашња македонска револуционарна организација (ВМРО) вршила је нападе на Грчку и Краљевину Југославију у покушају да ослободи бугарске земље под грчком и југословенском влашћу. Стамболијски је 23. марта 1923. потписао Нишки споразум обавезујући се да ће сузбити њихове активности. Организација, која је до тада била у миру са владом, почела је да кује заверу против ње.

## Припреме
Опозиционе странке су се састале са лидерима Војне лиге како би припремиле државни удар. Војна лига, желећи да свргавању Стамболијског пружи привид легалности, била је потребна цивилна влада којој би предала власт. 

## Државни удар
Ујутро 9. јуна 1923. године, пре зоре, издато је наређење гарнизонима у Софији да блокирају путеве, пресеку телефонске линије и преузму контролу над кључним објектима као што су полицијске станице, поште и железничке станице. После три сата, државни удар је био успешан. До 5 сати ујутру, нова влада коју је предводио Александар Цанков, основана је у Софији. Следећег јутра вође државног удара састају се са царем Борисом у његовој палати у Врани. После шесточасовног састанка, убедили су га да потпише декрет којим се легитимише нова влада, под условом да нова влада укључи пољопривреднике и избегне репресију. Оба ова услова су игнорисана.
Александар Стамболијски је био одсутан из престонице на дан државног удара. Ухапшен је пет дана касније и предат борцима Унутрашње македонске револуционарне организације (ВМРО) у свом родном граду Славовици, који су га брутално мучили сатима, одсекли му руку, пре него што су га коначно убили. Поред Стамболијског, одмах након државног удара убијени су и други значајни представници БАНУ, попут градоначелника Софије Крума Попова.

## Последице
Упркос почетном успеху, нова влада је и даље била у опасности. На неколико места, државни удар се суочио са оружаним отпором земљорадника и сељака, догађај познат у бугарској историографији као Јунски устанак. Устанак је у својој суштини био углавном неорганизован, недостајало му је заједничко вођство – након смрти Стамболијског – и национални радијус деловања. Упркос великим активностима побуњеника око Плевена (који су успели да заузму), Пазарџика и Шумена, нова влада их је брзо угушила. Кључна је била неактивност Бугарске комунистичке партије која је догађаје посматрала као „сукоб између градске и сељачке буржоазије“ и поздравила пад БАНУ-а, јер је Унија комунисте током своје владавине сматрала својим непријатељима.
За разлику од земљорадника, Комунистичка партија Бугарске (БКП, чланица Коминтерне) имала је јаку војну организацију. Била је добро снабдевена оружјем од стране присталица БКП унутар касарни и, за разлику од странке земљорадника, већ је била у стиску озлоглашене комунистичке гвоздене дисциплине. Његов став је наводно могао да одлучи о успеху или неуспеху државног удара. У потезу који ће се показати кобним и за земљораднике, а касније и за саме себе, комунисти нису учествовали у Јунском устанку. Њено руководство је и устанак и државни удар сматрало „борбом за власт између градске и сеоске буржоазије“ и заменом једне војне диктатуре – оне „сеоске буржоазије“ и њиховог „posse comitatus“, другом – оном градске више средње класе. Неутралност странке омогућила је новој влади да сломља побуњенике и учврсти своју моћ.
Под притиском Коминтерне, која је осудила њихову неактивност, Комунистичка партија је у августу почела са припремама за устанак следећег месеца. Овај кратак временски оквир није омогућио организовање на националном нивоу. Штавише, нова влада је била свесна предстојеће побуне и подвргла је комунисте масовним хапшењима. Овај паралишући превентивни ударац осакатио је побуњенике који су финализовали планове за устанак уочи 23. септембра. Устанак је угушила војска. Хиљаде побуњеника је убијено без оптужбе или суђења. 
Ово је означило почетак владавине Александра Цанкова „белог терора“, што је довело до будућег напада у Цркви Свете Недеље, што је заузврат довело до увођења ванредног стања и интензивирања терора.